# 탄금
《탄금》(영어: Dear Hongrang)은 김진아가 극본을 쓰고 김홍선이 연출하며 이재욱과 조보아가 주연을 맡은 대한민국의 미스터리 멜로드라마 사극 텔레비전 시리즈이다. 장다혜의 『탄금: 금을 삼키다』를 원작으로 한 이 시리즈는 재이가 홍랑의 실종과 자신이라고 주장하는 남자의 진실을 찾아 밝혀내는 과정을 그린다. 이 시리즈는 2025년 5월 16일 넷플릭스에서 공개되었다.

## 줄거리
조선의 부유한 상인 가문의 아들 홍랑은 여덟 살 때 실종된다. 그의 이복 누이 재이는 희망을 버리지 않고 그를 지칠 줄 모르고 찾는다. 12년 후, 자신이 홍랑이라고 주장하는 한 젊은 남자가 나타나지만, 그는 과거의 기억이 없다. 재이는 회의적이지만, 그의 어머니는 그를 필사적으로 믿고 싶어 한다. 그러나 이 남자는 비밀을 품고 있으며, 그의 재등장은 흥미와 위험을 가져온다. 홍랑의 실종과 돌아온 남자의 정체 뒤에 숨겨진 진실을 밝히려는 재이의 여정은 가족 비밀과 권력 다툼의 거미줄 속으로 이끈다.

## 제작사
- 스튜디오드래곤
- 플러스엠
- 에이스메이커
- 스튜디오에이치
- 이오콘텐츠그룹

## 제작진

### 연출
- 김홍선

### 각본
- 김진아

## 등장인물

### 주요 인물
- 이재욱 : 심홍랑 역 (아역: 서우진)
- 조보아 : 심재이 역 (아역: 김지율)
- 정가람 : 심무진 역 (아역: 김시찬)
- 엄지원 : 민연의[1] 역
- 박병은 : 심열국 역
- 김재욱 : 한평대군 역

### 주변 인물
- 이관훈 : 무부 역
- 박지아[2] : 귀곡자 역
- 김바다 : 두령 역
- 김민기 : 인회 역
- 이가령 : 꽃님 역
- 박미현

## 공개
당초 이 시리즈는 2024년 초 넷플릭스에서 공개될 예정이었다. 2025년 2월, 넷플릭스는 2025년 한국 영화 및 시리즈 라인업을 발표하며 탄금이 2025년 2분기에 공개될 것이라고 밝혔다. 2025년 4월, 이 시리즈는 5월 16일에 공개될 것이 확인되었다.

## 참고 사항
- 영어 제목은 주인공 홍랑의 이름을 그대로 가져왔다.